# Ulixes horizontalis
Ulixes horizontalis är en insektsart som beskrevs av Caldwell 1945. Ulixes horizontalis ingår i släktet Ulixes och familjen sköldstritar. Inga underarter finns listade i Catalogue of Life.